# Катја Зајцингер
Катја Зајцингер (Дателн, 10. мај 1972) је бивша немачка алпска скијашица.
Највећи јој је успех освајање три олимпијска злата и две олимпијске бронзе. Два пута је била укупна победница Светског купа (1996. и 1998) Има и четири медаље са светских првенстава (1 злато и 3 сребра). Три пута је проглашена за најбољу спортисткињу Немачке (1994, 1996. и 1998).

## Каријера
Прву трку у Светском купу одвезла је 1989. године и завршила је на 44. месту. Већ наредне године осваја друго место у супервелеслалому. 1991. године у италијанској Санта Катерини осетила је сласт прве победе (супервелеслалом).
На Олимпијским играма у Албервилу осваја бронзану медаљу у супервелеслалому. Исте године осваја и мали кристални глобус у спусту. Године 1993. осваја златну медаљу у супервелеслалому на Светском првенству у Мориоки. 1994. постаје олимпијска победница у спусту на Олимпијским играма у Лилехамеру. Исте године проглашена је за најбољу спортисткињу Немачке.
На Светском првенству у Сијера Невади 1996. осваја сребрну медаљу у спусту, а сезону закључује освајањем великог кристалног глобуса. Исте године поново је изабрана за најбољу спортисткињу Немачке. На Светском првенству 1997. у Сестријереу освојила је сребро у комбинацији и супервелеслалому. Крајем 1997. године побеђује у 6 трка за редом (3 спуста и 3 супервелеслалома).
Освајањем златне медаље у спусту на Олимпијским играма 1998. постаје прва скијашица која је одбранила наслов победнице (Алберто Томба је то учинио код скијаша у трци велеслалома на ЗОИ 1992.) Касније је исти успех поновила и Јаница Костелић 2006. одбраном злата из комбинације са ЗОИ 2002. Укупно трећу златну олимпијску медаљу освојила је на истим Играма у комбинацији, у трци у којој су Немице освојиле све три медаље јер је Мартина Ертл била друга, а Хилде Герг трећа. Осим те две златне, на Играма у Нагану освојила је и бронзану медаљу у велеслалому. Сезону је закључила поновним освајањем великог кристалног глобуса. На крају године, по трећи пут је изабрана за најбољу немачку спортисткињу.
Своју успешну каријеру Катја Зајцингер је завршила 29. априла 1999. године. Укупно је у Светском купу стартовала 202 пута, а 75 пута завршила на постољу.

### Освојени кристални глобуси
| Сезона | Дисциплина      |
| ------ | --------------- |
| 1992.  | Спуст           |
| 1993.  | Спуст           |
| 1993.  | Супервелеслалом |
| 1994.  | Спуст           |
| 1994.  | Супервелеслалом |
| 1995.  | Супервелеслалом |
| 1996.  | Укупно          |
| 1996.  | Супервелеслалом |
| 1998.  | Укупно          |
| 1998.  | Спуст           |
| 1998.  | Супервелеслалом |

### Победе у Светском купу
| Датум              | Место               | Трка            |
| ------------------ | ------------------- | --------------- |
| 7. децембар 1991.  | Санта Катерина      | Супервелеслалом |
| 1. новембар 1992.  | Шрунс               | Спуст           |
| 25. јануар 1992.   | Морзин              | Спуст           |
| 7. март 1992.      | Вејл                | Спуст           |
| 20. децембар 1992. | Лејк Луиз           | Супервелеслалом |
| 15. јануар 1993.   | Кортина д'Ампецо    | Спуст           |
| 26. фебруар 1993.  | Везоназ             | Спуст           |
| 3. март 1993.      | Морзин              | Спуст           |
| 20. март 1993.     | Вемдален            | Велеслалом      |
| 20. март 1993.     | Оре                 | Супервелеслалом |
| 14. јануар 1994.   | Кортина д'Ампецо    | Спуст           |
| 15. јануар 1994.   | Кортина д'Ампецо    | Супервелеслалом |
| 6. март 1994.      | Вислер              | Спуст           |
| 9. март 1994.      | Мамот Маунтин       | Супервелеслалом |
| 16. март 1994.     | Вејл                | Спуст           |
| 11. децембар 1994. | Лејк Луиз           | Супервелеслалом |
| 9. март 1995.      | Бормио              | Супервелеслалом |
| 5. децембар 1995.  | Санкт Антон         | Спуст           |
| 6. јануар 1996.    | Марибор             | Велеслалом      |
| 13. јануар 1996.   | Гармиш-Партенкирхен | Супервелеслалом |
| 2. фебруар 1996.   | Вал д'Изер          | Супервелеслалом |
| 3. фебруар 1996.   | Вал д'Изер          | Спуст           |
| 4. фебруар 1996.   | Вал д'Изер          | Супервелеслалом |
| 9. март 1996.      | Квитфјел/Хафјел     | Велеслалом      |
| 26. октобар 1996.  | Зелден              | Велеслалом      |
| 30. новембар 1996. | Лејк Луиз           | Спуст           |
| 7. март 1997.      | Мамот Маунтин       | Супервелеслалом |
| 13. март 1997.     | Вејл                | Супервелеслалом |
| 29. новембар 1997. | Мамот Маунтин       | Супервелеслалом |
| 4. децембар 1997.  | Лејк Луиз           | Спуст           |
| 5. децембар 1997.  | Лејк Луиз           | Спуст           |
| 6. децембар 1997.  | Лејк Луиз           | Супервелеслалом |
| 17. децембар 1997. | Вал д'Изер          | Спуст           |
| 18. децембар 1997. | Вал д'Изер          | Супервелеслалом |
| 24. јануар 1998.   | Кортина д'Ампецо    | Супервелеслалом |
| 31. јануар 1998.   | Оре                 | Спуст           |